# Marlies Rostock
Marlies Rostock (ur. 20 kwietnia 1960 w Klingenthal) – niemiecka biegaczka narciarska reprezentująca NRD, złota medalistka olimpijska, srebrna medalistka mistrzostw świata i trzykrotna mistrzyni świata juniorów.

## Kariera
W 1980 r. wystartowała na igrzyskach olimpijskich w Lake Placid. Były to jej pierwsze i zarazem ostatnie igrzyska w karierze. Wspólnie z Carolą Anding, Barbarą Petzold i Veroniką Hesse triumfowała w sztafecie 4 × 5 km. Na tych samych igrzyskach zajęła także 7. miejsce w biegu na 10 km i 9. miejsce w biegu na 5 km techniką klasyczną. Startowała także na mistrzostwach świata w Lahti w 1978 r., gdzie razem z Birgit Schreiber, Barbarą Petzold i Christel Meinel wywalczyła srebrny medal w sztafecie. Indywidualnie nie odnosiła większych sukcesów. Na mistrzostwach świata juniorów w Sainte-Croix 1977 roku zdobyła złoty medal w sztafecie a w biegu na 5 km zajęła piąte miejsce. Na rozgrywanych dwa lata później mistrzostwach świata juniorów w Mont-Sainte-Anne była najlepsza w obu tych konkurencjach.
Była żoną Uwe Dotzauera, niemieckiego kombinatora norweskiego, z którym się jednak rozwiodła. Wyszła następnie za mąż za Stefana Fraasa, kierownika muzycznego filharmonii Vogtland.

## Osiągnięcia

### Igrzyska olimpijskie
| Miejsce | Dzień     | Rok  | Miejscowość | Konkurencja             | Czas biegu | Strata | Zwyciężczyni     |
| ------- | --------- | ---- | ----------- | ----------------------- | ---------- | ------ | ---------------- |
| 9.      | 15 lutego | 1980 | Lake Placid | 5 km stylem klasycznym  | 15:06,92   | +29,36 | Raisa Smietanina |
| 7.      | 18 lutego | 1980 | Lake Placid | 10 km stylem klasycznym | 30:31,54   | +57,25 | Barbara Petzold  |
| 1.      | 21 lutego | 1980 | Lake Placid | Sztafeta 4 × 5 km       | 1:02:11,10 | -      | -                |

### Mistrzostwa świata
| Miejsce | Dzień     | Rok  | Miejscowość | Konkurencja             | Czas biegu | Strata | Zwyciężczyni   |
| ------- | --------- | ---- | ----------- | ----------------------- | ---------- | ------ | -------------- |
| 12.     | 20 lutego | 1978 | Lahti       | 5 km stylem klasycznym  | 18:53,50   | +51,74 | Helena Takalo  |
| 2.      | 22 lutego | 1978 | Lahti       | Sztafeta 4 × 5 km       | 1:13:25,08 | +4,66  | Finlandia      |
| 4.      | 9 marca   | 1980 | Falun       | 20 km stylem klasycznym | 1:01:58,23 | +11,78 | Veronika Hesse |

### Mistrzostwa świata juniorów
| Miejsce | Dzień     | Rok  | Miejscowość      | Konkurencja            | Czas biegu | Strata | Zwyciężczyni     |
| ------- | --------- | ---- | ---------------- | ---------------------- | ---------- | ------ | ---------------- |
| 5.      | ? lutego  | 1977 | Sainte-Croix     | 5 km stylem klasycznym | 18:56,95   | +10,83 | Birgit Schreiber |
| 1.      | ? lutego  | 1977 | Sainte-Croix     | Sztafeta 3 × 5 km      | 1:05:21,71 | -      | -                |
| 1.      | 16 lutego | 1979 | Mont-Sainte-Anne | 5 km stylem klasycznym | 16:25,64   | -      | -                |
| 1.      | 18 lutego | 1979 | Mont-Sainte-Anne | Sztafeta 3 × 5 km      | 50:00,19   | -      | -                |